# Fatty K
Fatty K, artiestennaam van Ken Flamant (Hoboken (Antwerpen), 1985), is een Belgische beatboxer. Hij is ook bekend onder de naam Ken Beatbox.
Als tiener droomde Flamant er eigenlijk van drummer te worden. Bij gebrek aan een drumstel, begon hij zijn favoriete ritmes te imiteren met zijn mond. In 2008 werd hij bekend met de single Lonely, die een hitje werd in Vlaanderen. Fatty K was onder meer te zien op Ketnet. Ook werkte hij tijdelijk bij TMF, als presentator van het programma CoolSweat. Hij beatboxte ook bij MNM, meestal tijdens de show van Astrid Demeure.

## Singles
| Single met hitnotering(en) in de Vlaamse Ultratop 50 | Datum van verschijnen | Datum van binnenkomst | Hoogste positie | Aantal weken | Opmerkingen                                                   |
| ---------------------------------------------------- | --------------------- | --------------------- | --------------- | ------------ | ------------------------------------------------------------- |
| Lonely (Boom bap)                                    | 2008                  | 13-09-2008            | 31              | 4            |                                                               |
| Sophisticated                                        | 2009                  | 21-02-2009            | 49              | 1            |                                                               |
| Altijd overal                                        | 2017                  | 18-02-2017            | tip37           | -            | met Tom Kestens & Bette Westera / Nr. 19 in de Vlaamse Top 50 |